# Sehwan
Sehwan (sindhi : سيهوڻ شريف, ourdou : سیہون) (aussi appelé Sehwan Sharif) est une ville du Pakistan située dans la province du Sind et dans le district de Jamshoro. La ville est surtout connue comme étant un haut lieu du soufisme avec la présence du sanctuaire de La‘l Shahbâz Qalandar (littéralement "Le Faucon Rouge") pour célébrer le saint ‘Uthmân Marwandî. Un pèlerinage et une fête (Urs) ont lieu annuellement les 18, 19 et 20 du mois du calendrier hégirien de Shahban depuis le XIIIe siècle. Lal Shahbaz Qalandar s'installa dans le Sind, en provenance de la Perse, en 1177. Il appartenait à la secte Dervish des Qalandar. Sa tombe, richement décorée de faïence bleue, accueille chaque soir des milliers de pèlerins qui se rassemblent pour chanter et danser.

## Histoire
Depuis longtemps habité par l'Homme, la vallée de l'Indus est la source d'une activité humaine importante qui remonte à plusieurs millénaires. Nous pouvons retracer l'histoire de la région en deux parties importantes : avant et après l'arrivée de l'Islam comme religion dominante dans la région.

### Période préislamique
La Mission Archéologique Française au Sindh (MAFS) de 1996 à 2002 reporte les traces d'une activité ininterrompue depuis plus de 2500 ans dans l'actuel emplacement de la ville. Des traces de cette dernière sont aussi présentes dans les récits de l'expédition d'Alexandre le Grand qui s'arrêta dans la ville de Sindhimana, qui serait l'actuelle Sehwan Shafir vers 326 av. J.C.
Après le départ des Macédoniens, la ville fut sous l'autorité de l'empire maurya puis de l'empire Gupta. Elle fut ensuite gouvernée par la dynastie Rai dont nous connaissons plusieurs râjas. La ville avait alors pour nom Siwistan ou encore Sevistan. Le dernier râja, Dâhar — ou Dâhir — est assassiné par Muhammad ibn-Qâsim. C'est alors que la population qui fut hindoues puis bouddhiste se retrouve gouvernée par une population d'une nouvelle religion monothéiste : l'islam.

### Conquête islamique
Muhammad ibn-Qâsim (en arabe محمد بن القاسم الثقفي), général sous les ordres de Al-Hajjaj ben Yusef conquiert l'actuel Pakistan pour le compte du Califat Omeyyade. La prise de Sehwan est datée de 711. La ville devient alors musulmane et passe successivement sous l'autorité du Califat abbasside, la dynastie Samanides avant d'être conquise au cours du Xe siècle par les Ghaznévides.
Les premières traces écrites de Sehwan date de 1333 sous la plume d'Ibn Battūta évoque une grande ville entourée d'un désert de sable et ne comportant que peu d'arbres. Il évoque aussi lors de son séjour le culte pour le saint soufi La`l Shahbāz Qalandar. L'explorateur marocain séjourne dans la ville qu'il nomme Siwécitan durant plusieurs mois alors que la ville était encore sous le contrôle des Ghaznévides,. L'écrivain est également témoin des différents conflits qui déchirent la région entre les différentes dynasties. En effet, entre l'Inde, l'Iran et l'Afghanistan, la région de Sehwan est le théâtre de différents conflits jusqu'à l'arrivée des monghols au XVIe siècle.
C'est en 1356 que le sanctuaire de La`l Shahbāz Qalandar est construit et confirme l'implantation massive des soufis le long de l'Indus et plus particulièrement dans la ville de Sehwan.

### Période coloniale
Les intentions russes de prendre contrôle de la ville et de la région pour la situation géographique importante est un facteur important pour que l'empire britannique mette fin à l'Empire moghols en prenant contrôle du Sind. À partir de 1843, Sehwan est sous contrôle du Raj britannique. Alors constituée principalement de dargāh (tombeaux de saints) et de kāfī (hospices soufis), la ville connaît son premier plan - bien qu'il soit erroné - sous les traits de Henry Francis Ainslie, ce qui permet d'avoir une description plus détaillé de la ville, ce qu'Ibn Battūta n'avait que peu évoqué.
Sehwan ne compte que 4 296 habitants à cette époque, séparés entre musulmans et hindous. Les britanniques construisent alors des bâtiments administratifs et des écoles. Cependant, la population n'excède pas 5 000 personnes lors du recensement en 1901.

### Depuis l'indépendance
Le 17 février 2017, un attentat vise le sanctuaire de La'l Shahbâz Qalandar. Il fait une centaine de morts, l'un des plus meurtriers connus par le Pakistan, et est revendiqué par le groupe État islamique.

## Géographie
Située à 300 kilomètres au nord de Karachi et à 150 kilomètres au sud de Larkhana, Sehwan se trouve au carrefour entre l'Indus et le lac Manchar. L'emplacement de la ville est avantageux grâce à sa connexion fluviale qui permet le transport de marchandises de l'intérieur du Pakistan jusqu'à l'océan Indien. La proximité du désert du Thar explique le climat chaud de la région.

### Climat
| Mois                              | jan. | fév. | mars | avril | mai  | juin | jui. | août | sep. | oct. | nov. | déc. |
| --------------------------------- | ---- | ---- | ---- | ----- | ---- | ---- | ---- | ---- | ---- | ---- | ---- | ---- |
| Température minimale moyenne (°C) | 6,1  | 8,9  | 14,9 | 20,1  | 24,8 | 27,9 | 27,9 | 26,9 | 24,3 | 18,5 | 12   | 7,8  |
| Température moyenne (°C)          | 14,9 | 18   | 24,1 | 29,3  | 33,8 | 35,5 | 34   | 32,9 | 31,3 | 27,7 | 21,6 | 16,7 |
| Température maximale moyenne (°C) | 23,8 | 27,2 | 33,3 | 38,5  | 42,8 | 43,2 | 40,2 | 38,9 | 38,3 | 37   | 31,3 | 25,6 |
| Précipitations (mm)               | 3    | 3    | 6    | 2     | 4    | 8    | 48   | 48   | 16   | 1    | 2    | 4    |

| Diagramme climatique                                  |          |           |           |           |           |            |            |            |         |         |          |
| J                                                     | F        | M         | A         | M         | J         | J          | A          | S          | O       | N       | D        |
| 23,86,13                                              | 27,28,93 | 33,314,96 | 38,520,12 | 42,824,84 | 43,227,98 | 40,227,948 | 38,926,948 | 38,324,316 | 3718,51 | 31,3122 | 25,67,84 |
| Moyennes : • Temp. maxi et mini °C • Précipitation mm |          |           |           |           |           |            |            |            |         |         |          |

## Démographie
La population de la ville a été multipliée par plus de huit entre 1972 et 2017 selon les recensements officiels, passant de 8 357 habitants à 66 923. Entre 1998 et 2017, la croissance annuelle moyenne s'affiche à 3,5 %, nettement supérieure à la moyenne nationale de 2,4 %. Selon le recensement de 2023, la population de la ville monte à 75 167 habitants.
|            | 1972 (rec.) | 1981 (rec.) | 1998 (rec.) | 2017 (rec.) | 2023 (rec.) |
| ---------- | ----------- | ----------- | ----------- | ----------- | ----------- |
| Population | 8 357       | 13 891      | 34 923      | 66 923      | 75 167      |